# Saccharum balansae
Saccharum balansae là một loài thực vật có hoa trong họ Hòa thảo. Loài này được (Hack.) Roberty miêu tả khoa học đầu tiên năm 1960.